# Clã Daidōji
O clã Daidōji foi clã do Japão, vassalo do clã Hōjō durante o Período Kamakura. Entretanto, quando o castelo principal dos Hōjō em Odawara caiu em 1590, os Daidōji e os Hōjō foram praticamente eliminados, e sua aliança dissolvida.

## Membros notáveis do clã Daidōji
- Daidōji Shigeoki
- Daidōji Masashige